# 史占春
史占春（1928年—2013年1月27日），男，奉天（今辽宁）辽阳人，中国登山家。

## 生平
1956年，史占春参加登山运动，同年出任中华全国总工会太白山登山队队长及中苏慕士塔格山混合登山队副队长，也是登上慕士塔格山顶峰的队员之一。1956年起，担任中国登山协会副主席。1957年，任中华全国总工会登山队队长，和其他5位队员共同登上了海拔7556米的贡嘎山。1959年，任中国慕士塔格山登山队队长，是33位登上7546米顶峰的男女登山运动员之一。1960年和1975年，他都担任中国登山队队长，率队两次攀登珠穆朗玛峰，他自己曾到达海拔8600米，其所率队伍中先后共有12名队员登上珠穆朗玛峰顶峰。1960年，获国家体委所颁的体育运动荣誉奖章。1975年，获运动健将称号。1981年，获国家级教练员称号。
2013年1月27日16时，史占春在北京逝世，享年85岁。